# Condado de Aleksandrów
Condado de Aleksandrów (em polonês/polaco: powiat aleksandrowski) é uma subdivisão administrativa da voivodia da Cujávia-Pomerânia da Polónia. A sede é a cidade de Aleksandrów Kujawski. Estende-se por uma área de 475,61 km², com 55 271 habitantes, segundo os censos de 2004, com uma densidade 116,21 hab/km².

## Divisões admistrativas
O condado de Aleksandrów possui:
- Comunas urbanas: Aleksandrów Kujawski, Ciechocinek, Nieszawa
- Comunas rurais: Aleksandrów Kujawski, Bądkowo, Koneck, Raciążek, Waganiec, Zakrzewo
- Cidades: Aleksandrów Kujawski, Ciechocinek, Nieszawa